# پنج چوشو

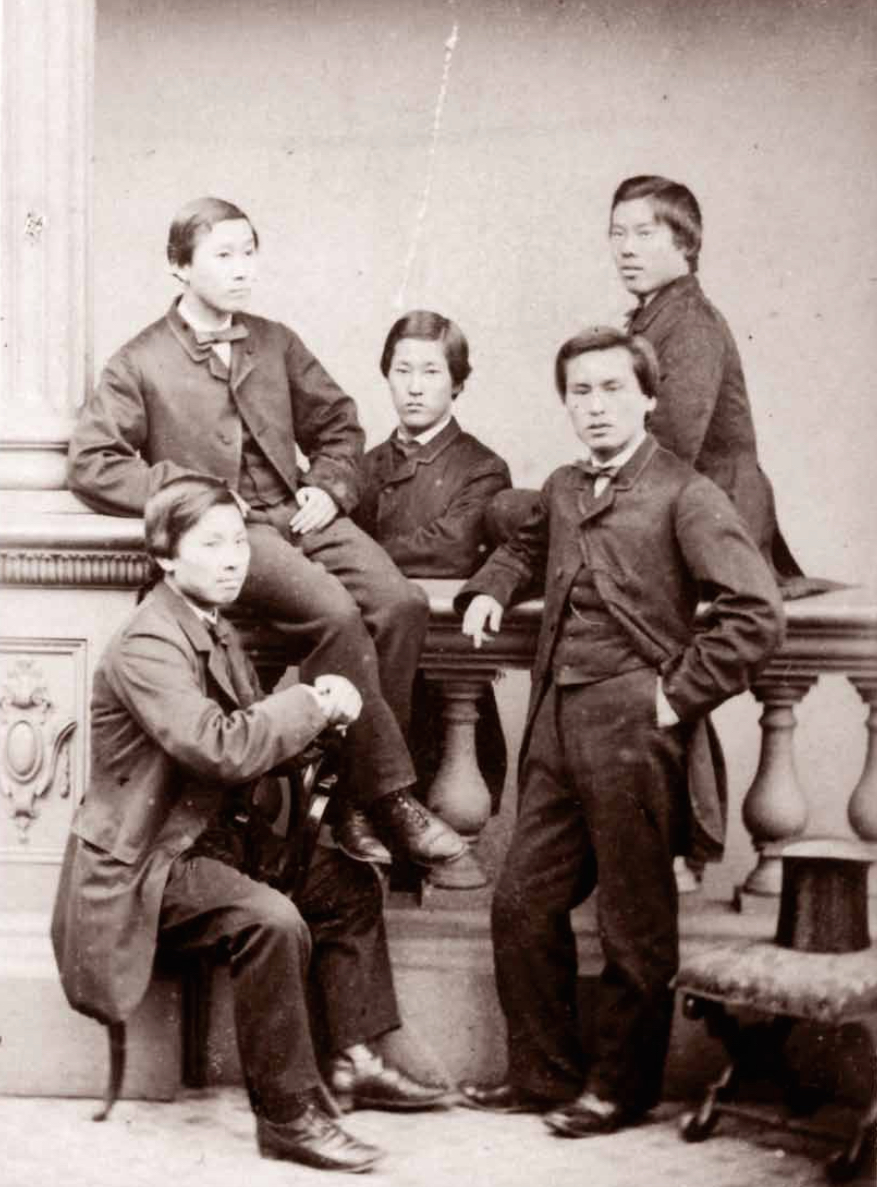
پنج چوشوی برجسته، در جهت عقربه‌های ساعت از بالا سمت چپ: اندو کینسوکه (رئیس ضرابخانه ملی در اوساکا)، اینواوئه ماسارو (معروف به «پدر راه‌آهن ژاپن»)، ایتو هیروبومی (نخستین نخست‌وزیر ژاپن)، یامائو یوزو (عضو با نفوذ دولت ژاپن در دوره میجی) و اینواوئه کائورو (نخستین وزیر امور خارجه ژاپن)، عکاسی در سال ۱۸۶۳

پنج چوشوی برجسته (به ژاپنی: 長州五傑, Chōshū Goketsu) اهالی قلمروی چوشو در غرب ژاپن بودند که برای تحصیل در کالج دانشگاهی لندن در سال ۱۸۶۳ به انگلستان سفر کردند. این پنج دانشجو اولین گروه از دانشجویان ژاپنی بودند که پی در پی در اواخر دوره باکوماتسو و اوایل دوره میجی به خارج از کشور سفر کردند. هر پنج دانشجو بعداً به مقام‌های برجسته‌ای در زندگی سیاسی و مدنی ژاپن رسیدند.
در زمان عزیمت دانشجویان، به دلیل سیاست انزوای دریایی شوگون‌سالاری (ساکوکو یا همان‌طور که در آن زمان شناخته می‌شد، کایکین)، ترک ژاپن و سفر به خارج از کشور هنوز غیرقانونی بود. اگر آنها دستگیر می‌شدند، احتمالاً اعدام می‌شدند. این سیاست سرانجام در سال ۱۸۶۶ لغو شد. دانشجویان از خطرات آگاه بودند و به شورای حاکم بر حوزه خود نوشتند که اگر در انجام نیت خود شکست بخورند، «کوچک‌ترین قصدی برای زنده بازگشتن ندارند».
اینواوئه کائورو و ایتو هیروبومی تنها پس از شش ماه در اوایل آوریل ۱۸۶۴ بازگشتند، زمانی که از طریق نمایندگان جاردین متیسون در لندن خبری مبنی بر اینکه قلمروی چوشو درگیر جنگ شیمونوسکی با قدرت‌های متفقین غربی بر سر کنترل تنگه شیمونوسکی استراتژیک است، دریافت کردند. اندو نیز در نیمه دوم سال ۱۸۶۶ به دلایل مربوط به سلامتی بازگشت. در اوت ۱۸۶۵، یامائو برای مطالعه کارخانه‌های کشتی‌سازی به گلاسکو نقل مکان کرد. او روزها در کارخانه کشتی‌سازی ناپیر روی رودخانه کلاید کار می‌کرد و شب‌ها در کالج اندرسون تحصیل می‌کرد. او در سال ۱۸۶۸ به ژاپن بازگشت، همان سالی که آخرین عضو پنج چوشو ، اینواوئه ماسارو، به ژاپن بازگشت.
| نام                                 | تصویر                      | توضیح |
| ----------------------------------- | -------------------------- | --- |
| ایتو هیروبومی 伊藤 博文 (۱۸۴۱–۱۹۰۹) | Portrait of Itō Shunsuke   | نخستین نخست‌وزیر ژاپن |
| اینواوئه کائورو 井上 馨 (۱۸۳۶–۱۹۱۵) | Portrait of Inoue Monta    | نخستین وزیر امور خارجه ژاپن (دوران خدمت، دسامبر ۱۸۸۵ – سپتامبر ۱۸۸۷)                                                                                            |
| یامائو یوزو 山尾 庸三 (۱۸۳۷–۱۹۱۷)   | Portrait of Yamao Yōzō     | در حالی که در کارخانه‌های کشتی سازی، مشغول به کار بود، مهندسی را در دانشگاه استرثکلاید در گلاسگو می‌خواند. او به عضوی با نفوذ در دولت ژاپن در دوره میجی تبدیل شد. |
| اندو کینسوکه 遠藤 謹助 (۱۸۳۶–۱۸۹۳)  | Portrait of Endō Kinsuke   | بعداً به عنوان رئیس ضرابخانه ملی در اوساکا خدمت کرد. |
| اینواوئه ماسارو 井上 勝 (۱۸۴۳–۱۹۱۰) | Portrait of Nomura Yakichi | معروف به «پدر راه‌آهن ژاپن» نخستین ژاپنی است که دکترای راه‌آهن را در خارج از کشور کسب کرده است.                                                                   |